# RedSur
RedSur es el nombre que recibe el proyecto de infraestructuras de la red de carreteras de la Comunidad de Madrid para la zona sur de la región, entre los años 2003 y 2007, con un coste de 272 millones de euros, impulsado por la consejería de Infraestructuras y Transportes.

## Objetivos
Con ello se pretende: dinamizar la zona, un reequilibrio territorial y conseguir una vertebración de las infraestructuras, debido a la masiva presencia de habitantes y de áreas industriales presentes. Además se mejoran las comunicaciones de 1,3 millones de habitantes de la región que viven en 16 pueblos a lo largo de la zona, con un tránsito entre 20 000 y 60 000 vehículos cada día. Sin embargo, grupos ecologistas aseguran que la Naturaleza sale muy dañada por este plan, fragmentando de forma importante el hábitat de la fauna, aislando poblaciones, las cuales corren el riesgo diario de los atropellos, creando molestias innecesarias por el paso constante de vehículos, etc. - todo esto está contribuyendo a la extinción de aves esteparias tan amenazadas globalmente como el Sisón (Tetrax tetrax), el Alcaraván (Burhinus oedicnemus), el Aguilucho cenizo (Circus pygargus) o el cernícalo primilla (Falco naumanni), entre otras muchas especies animales. Desgraciadamente, al gobierno (comunidad y ayuntamientos) y a la gran mayoría de los habitantes de la zona, no parece importarles lo más mínimo la destrucción del entorno natural.

## Proyecto
Se trata de un conjunto de 81 kilómetros de nuevas carreteras, 39 km de autovías, con un trazo en malla rectangular que se superpone a la existente. Creando 9 nuevas carretas o ampliándolas, además de 15 enlaces con las carreteras existentes en el sur de la Comunidad de Madrid.

## Actuaciones
Las actuaciones del proyecto RedSur son:
- Variante de la M-301: con 8 kilómetros y 12 millones de presupuesto. Se elimina el tráfico a su paso por Perales del Río.
- Variante de la M-307: con 2,5 kilómetros y 3 millones de presupuesto. Se elimina el tráfico a su paso por San Martín de la Vega.
- M-402: autovía entre M-406 y M-45. Con 2,5 kilómetros y un coste de 24 millones de euros.
- Prolongación M-407: prolongación de autovía con un total 12 nuevos kilómetros y un coste de 93 millones de euros.
- M-410: vía rápida entre Arroyomolinos y Valdemoro. Con 25 kilómetros y un coste de 55 millones de euros. Asociaciones ecologistas argumentan que, de construirse el tramo final entre Parla y Valdemoro, se dañará de forma irreversible las poblaciones de aves esteparias y acuáticas del paraje de Los Estrágales de Pinto.
- M-419: con 8 kilómetros y 8 millones de euros en coste. Pretende unir el polígono industrial Cobo Calleja y la M-404 en Cubas de la Sagra. Además, su construcción ha supuesto el fin de los caminos vecinales tradicionales, al seccionarlos, impidiendo su utilización de forma arbitraria.
- M-423: variante de Valdemoro que une la M-410 y M-404. Con 6 kilómetros y 5 millones de euros en presupuesto.
- Nuevo acceso sur de Fuenlabrada: un presupuesto de 14 millones de euros, pretende mejorar los accesos de la M-413 y M-405.
- 15 enlaces: se evitan los pasos al mismo nivel, como los pasos con semáforos.